# Abdi İpekçi Arena
L'Abdi İpekçi Arena era un pavelló esportiu localitzat a Istanbul, Turquia, situat al barri de Zeytinburnu, just a fora de les muralles de la ciutat antiga. S'anomenava així en honor del periodista Abdi İpekçi. Tenia una capacitat de 12.500 persones.
Els equips de bàsquet Galatasaray i Fenerbahçe, de la lliga turca de bàsquet, hi disputaven els seus partits.
El 2004 va ser anfitrió del Festival de la Cançó d'Eurovisió.